# 増明院
増明院（ぞうみょういん）は、東京都大田区にある真言宗智山派の寺院。

## 概要
江戸時代初期、青山宗俊の開基である。徳川家康の江戸入府の頃までは修験者の宿舎であった。
宝永年間（1704年～1711年）に映俊によって中興された。この地域一帯は古墳の密集地であり、映俊が寺の再建のために丘を削ったところ、「供養の器」（土師器？）や「五股鉾」（七支刀のような形状か？）などが出土したという。「そのさまいと古雅にて、後世冶工の手になりしものと見えず」と評しており、江戸時代の人々から見ても上古の趣のある出土品だったという。

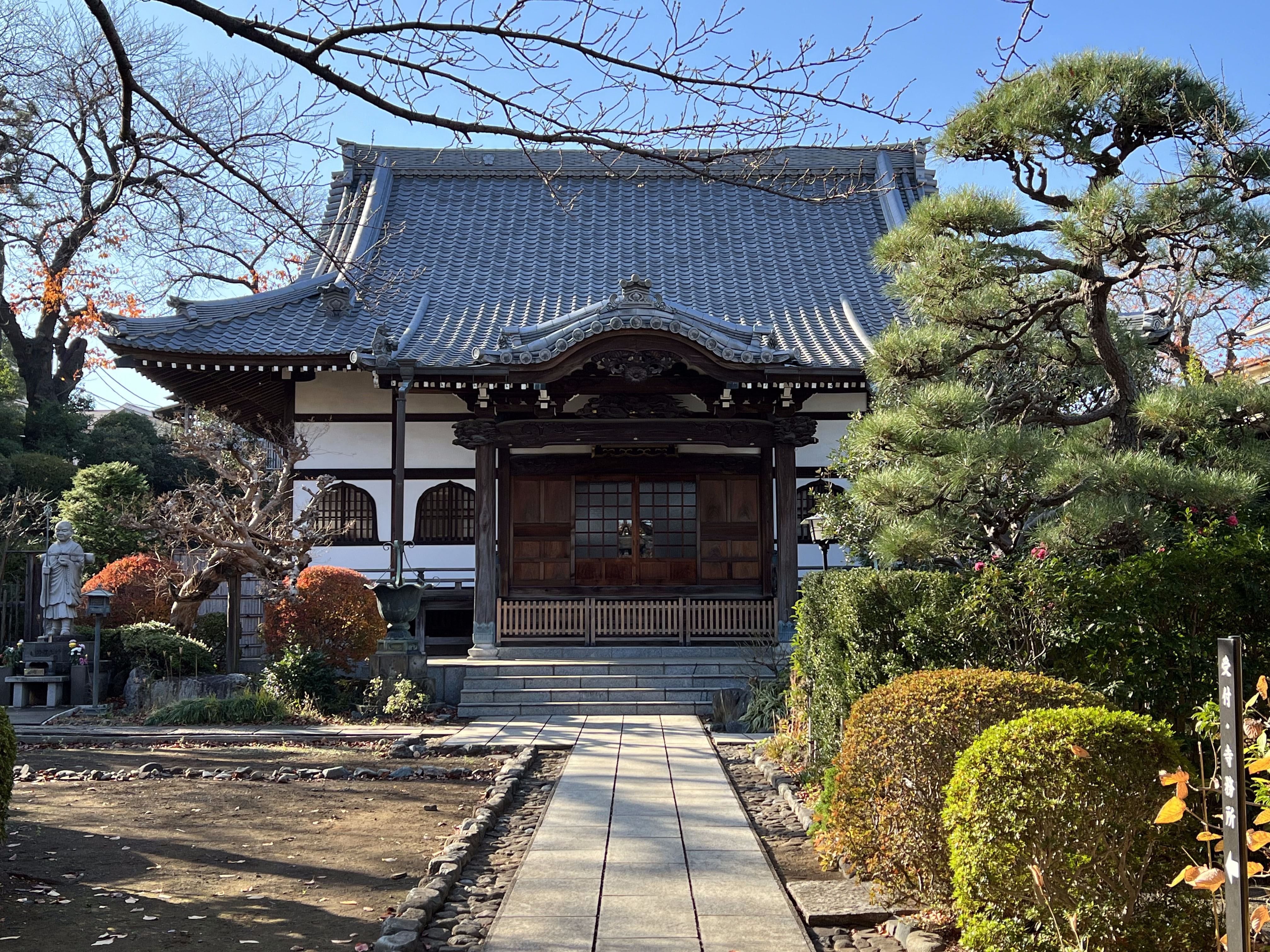
本堂

## 交通アクセス
- 鵜の木駅より徒歩5分。